# Episodi di The Crown (sesta stagione)
La sesta e ultima stagione della serie televisiva The Crown, composta da dieci episodi, è stata pubblicata sul servizio di streaming on demand Netflix in due parti, rispettivamente il 16 novembre 2023 e il 14 dicembre 2023. 
| nº | Titolo originale    | Titolo italiano     | Pubblicazione    |
| -- | ------------------- | ------------------- | ---------------- |
| 1  | Persona Non Grata   | Persona non grata   | 16 novembre 2023 |
| 2  | Two Photographs     | Due fotografie      | 16 novembre 2023 |
| 3  | Dis-Moi-Oui         | Dis-moi oui         | 16 novembre 2023 |
| 4  | Aftermath           | Conseguenze         | 16 novembre 2023 |
| 5  | Willsmania          | Willsmania          | 14 dicembre 2023 |
| 6  | Ruritania           | Ruritania           | 14 dicembre 2023 |
| 7  | Alma Mater          | Alma mater          | 14 dicembre 2023 |
| 8  | Ritz                | Ritz                | 14 dicembre 2023 |
| 9  | Hope Street         | Hope Street         | 14 dicembre 2023 |
| 10 | Sleep, Dearie Sleep | Sleep, Dearie Sleep | 14 dicembre 2023 |

## Persona non grata
- Titolo originale: Persona Non Grata
- Diretto da: Alex Gabassi
- Scritto da: Peter Morgan

### Trama
Parigi, 1997. Un uomo a passeggio con il cane vede una macchina andare a folle velocità nel tunnel dell'Alma, chiamando i soccorsi dopo aver sentito un botto.
Otto settimane prima. Diana stringe un legame con Tony Blair, così il primo ministro suggerisce a Elisabetta di conferire un ruolo pubblico all'ex nuora; la sovrana è assolutamente contraria, avendo Diana chiaramente scelto di stare fuori dalla corte. Diana porta i figli William e Harry a Saint-Tropez nella tenuta di Mohamed Al-Fayed, il quale si premura di far venire il figlio Dodi nella speranza di un avvicinamento fra lui e Diana. Nel frattempo, Carlo si sta adoperando per far entrare Camilla nelle simpatie del popolo chiedendo alla regina di partecipare alla festa del suo cinquantesimo compleanno, ma Elisabetta si rifiuta.
La festa di Camilla viene oscurata dalla pubblicazione delle foto di Diana in bikini. Margaret si schiera dalla parte di Camilla, non avendo mai visto Carlo così felice e avverte Elisabetta che dovrà rassegnarsi ad accettare la sua presenza al fianco del futuro re. Kelly Fisher, la fidanzata di Dodi con cui di lì a poco dovrebbe sposarsi, arriva a Saint-Tropez per cercare di evitare una rottura, ma lui ha già legato con Diana tramite le loro esperienze familiari simili. Rientrata nel Regno Unito, Diana trova ad accoglierla numerosi fiori e un orologio di pregio, con biglietto di Dodi che le dà appuntamento a Parigi.

## Due fotografie
- Titolo originale: Two Photographs
- Diretto da: Christian Schwochow
- Scritto da: Peter Morgan

### Trama
Il weekend romantico di Diana e Dodi a Parigi è visto con preoccupazione a corte, nel timore che possa agevolare l’acquisto della cittadinanza inglese da parte di Mohammed. Quest'ultimo, dal canto suo, ingaggia l'affermato paparazzo italiano Mario Brenna che riesce a immortalare un bacio fra Dodi e Diana, il quale, venduto all'asta ai giornali scandalistici, attira l'attenzione al punto da oscurare il lavoro di Diana in Bosnia per la campagna contro le mine antiuomo.
Nel mentre, l'ufficio stampa di Carlo è riuscito a bloccare la pubblicazione di fotografie che lo ritraggono in compagnia di Camilla quando invece sarebbe dovuto stare con i figli in cambio di un servizio fotografico con William e Harry a Balmoral, che viene esaltato come modello di devozione famigliare contro l'assenteismo di Diana. Elisabetta dice a Filippo di augurarsi che questa guerra familiare abbia termine e Diana, che nel frattempo è tornata in Francia e si è riunita con Dodi, riesca a trovare pace.

## Dis-moi oui
- Titolo originale: Dis-Moi-Oui
- Diretto da: Christian Schwochow
- Scritto da: Peter Morgan

### Trama
Monte Carlo. Dodi ha appena rotto il fidanzamento con Kelly Fisher ed è determinato a chiedere a Diana di sposarlo, anche perché il padre gli ha promesso che lo renderà suo socio alla pari. Invece, Diana comincia a nutrire dei dubbi sulla relazione con Dodi ed è convinta da un'amica a rientrare a Londra. Dodi finge col padre che le cose stiano andando a gonfie vele, ma, messo alle strette dal padre, Dodi costringe Diana a fare una deviazione a Parigi, sperando che, nel farle la proposta, lei accetti.
Parigi. L'arrivo di Diana genera una vera e propria psicosi collettiva, con stuoli di paparazzi a seguire ogni suo spostamento. Mentre Dodi acquista l'agognato anello, Diana parla al telefono con William, smentendo le notizie sui giornali di un matrimonio con Dodi e dando loro appuntamento la sera successiva a Londra. Nella suite dell'Hôtel Ritz Diana rifiuta la proposta di Dodi, ringraziandolo per la splendida estate trascorsa insieme, ma sottolineando come l'unica persona felice dal loro matrimonio sarebbe Mohamed, dalla cui influenza Dodi dovrebbe staccarsi per vivere la propria vita in libertà.
Dopo cena, Dodi e Diana decidono di andare nell'appartamento dell'uomo, nonostante il suggerimento del capo della sicurezza di evitare spostamenti. L'auto su cui viaggiano viene braccata dai paparazzi e l'alta velocità, unita alle scarse condizioni psicofisiche del conducente richiamato in servizio a sorpresa, portano al fatale scontro nel tunnel dell'Alma in cui Diana e Dodi perdono la vita.

## Conseguenze
- Titolo originale: Aftermath
- Diretto da: Christian Schwochow
- Scritto da: Peter Morgan

### Trama
Mohamed viene chiamato a Parigi per identificare il cadavere di Dodi e poco dopo giunge la notizia che anche Diana ha perso la vita. Elisabetta stabilisce che la famiglia deve restare unita, ma anche che nulla dovrà alterare la quotidianità della Casa Reale, vietando quindi il rientro a Londra da Balmoral, turbando Carlo e soprattutto William. Decide anche di non rispondere alle lettere di cordoglio inviate loro da Mohamed.  
La volontà manifestata dal governo e il clamore che la morte di Diana sta suscitando in tutto il mondo, uniti all'insistenza di Carlo, inducono Elisabetta a decretare per l'ex nuora un funerale di Stato. Rientrata a palazzo, la regina tiene un discorso in cui rende omaggio alle grandi qualità umane di Diana, assecondando i sentimenti di cordoglio manifestati dal popolo. Al funerale, William ed Harry vengono fatti sfilare dietro la bara della madre.

## Willsmania
- Titolo originale: Willsmania
- Diretto da: May el-Toukhy
- Scritto da: Jonathan Wilson, Peter Morgan

### Trama
William rifiuta l'invito della famiglia a prendersi una pausa, decidendo di tornare immediatamente a Eton per provare a dimenticare la scomparsa di Diana. Al college tutti, dal personale docente agli studenti, gli manifestano vicinanza, tanto che il principe riceve numerosissime lettere da giovani ammiratrici di tutto il mondo. William inizia però a sviluppare un'ostilità nei confronti della stampa, ritenendola responsabile della morte della madre. Durante un viaggio in Canada William si lamenta con Carlo perché i giornalisti non li lasciano in pace, costringendoli a photo opportunity in cambio di momenti di libertà familiare. Una volta rientrati a Londra, William accusa apertamente il padre di aver causato la morte della madre, poiché avrebbe dovuto tenerla lontana dagli Al-Fayed.
Filippo decide di intervenire, spiegando a William che la sua frustrazione non è rivolta contro Carlo, bensì è nei confronti dell'eredità che Diana gli ha lasciato e di cui lui non si può liberare. Rammentando al principe le responsabilità derivanti dall'appartenenza alla famiglia reale, Filippo si augura che il nipote faccia tesoro di questo loro dialogo, tenendolo a mente nei momenti più importanti della sua vita. Le parole di Filippo fanno breccia in William, il quale trova la forza di far visita alla tomba di Diana.

## Ruritania
- Titolo originale: Ruritania
- Diretto da: Erik Richter Strand
- Scritto da: Daniel Marc Janes, Peter Morgan

### Trama
La crescente popolarità di Tony Blair instilla in Elisabetta il dubbio che il popolo si sia stancato della monarchia. La regina decide di sondare l'opinione dei sudditi attraverso un sondaggio, da cui emerge chiaramente una percezione della Corona come istituzione vetusta e poco al passo con i tempi. Intanto, la stella di Blair continua a brillare, soprattutto dopo aver convinto il presidente statunitense Clinton a minacciare l'invio di truppe di terra in Jugoslavia contro Milošević, ponendo fine alla guerra del Kosovo. Ammirata dal successo internazionale di Blair, Elisabetta chiede al primo ministro di studiare una soluzione alla traballante popolarità della monarchia. Le proposte elaborate dal Partito Laburista sono parecchio radicali, comprendendo un sostanzioso taglio al personale reale e l'abolizione di cerimonie cardine del protocollo, con l'obiettivo di allinearla alle principali monarchie europee. Mentre gli altri membri della famiglia reale non prestano ascolto alle idee progressiste di Blair, Elisabetta inizia a riflettere seriamente se non sia invece il caso di accoglierle.
Inaspettatamente Blair subisce una contestazione al Women's Institute, organizzazione in cui peraltro milita tuttora la stessa Elisabetta, poiché il primo ministro ha voluto dare al proprio discorso un taglio eccessivamente politico. Avuta la dimostrazione che anche il grande Tony Blair è fallibile, Elisabetta capisce che sicuramente la Corona deve modernizzarsi, ma senza dimenticare le tradizioni del passato che l'hanno resa un punto di riferimento per i sudditi.

## Alma mater
- Titolo originale: Alma Mater
- Diretto da: May el-Toukhy
- Scritto da: Jonathan Wilson, Peter Morgan

### Trama
1996. Kate Middleton e la madre stanno facendo shopping a Londra, imbattendosi in Diana e William, impegnati in un'iniziativa benefica, occasione in cui i futuri duchi di Cambridge hanno un primo contatto. Tornate a casa, la madre di Kate si accorge che la figlia ha sviluppato una vera e propria infatuazione per il principe, incoraggiandola a non mettere mai un limite ai suoi sogni.
1999. William si è diplomato a Eton e ha deciso di iscriversi all'Università di St Andrews, non prima di aver trascorso un anno sabbatico in giro per il mondo come cooperante. Alla St Andrews William ritrova Kate, restando affascinato dalla sua intelligenza, ma quando ha l'opportunità di parlare da solo con lei fa una cattiva figura, respingendo una delle tante ammiratrici invadenti. Kate si fidanza con un ragazzo di nome Rupert, gettando William nello sconforto, tanto che Elisabetta gli consiglia di cambiare corsi e valutare "altri pesci nel mare". La madre di Kate non approva Rupert, avendo sempre desiderato di accasare la figlia con William, tanto da mandarla a studiare alla St Andrews appositamente per favorirne l'accoppiamento con il principe. Durante il party di Capodanno, Harry manifesta a William il proprio disagio nel constatare il suo destino di figlio cadetto, condannato a vivere nella sua ombra.
Quando la madre le dice che William sta pensando di lasciare l'università, Kate gli scrive un messaggio per convincerlo a desistere.

## Ritz
- Titolo originale: Ritz
- Diretto da: Alex Gabassi
- Scritto da: Meriel Sheibani-Clare, Peter Morgan

### Trama
1945. Londra è in tripudio per il V-E Day che segna la fine della Seconda guerra mondiale. Margaret sprona la restia Elisabetta a concedersi una notte di festeggiamenti in mezzo alla gente comune, portandola all'elegante Hotel Ritz. Elisabetta si lascia convincere da un soldato americano a scatenarsi sulla pista da ballo, suscitando l'ammirazione di Margaret nel vedere finalmente la sorella divertirsi. Rientrate a palazzo all'alba, Elisabetta si interroga su cosa abbia in serbo per loro il futuro.
2000. Alcuni anni prima, Margaret è stata vittima di un ictus che l'ha costretta a estenuanti sedute di riabilitazione, ma soprattutto a rinunciare a fumo e alcol. Una volta tornata in sesto, la principessa si era illusa di poter riprendere la vita di prima, rimediando però un nuovo ictus. Consapevole che non scenderà mai a patti con la sua salute, Margaret vuole godersi il tempo che le resta e organizza una scintillante festa di settantesimo compleanno allo stesso Ritz in cui lei ed Elisabetta si divertirono oltre cinquant'anni prima. Elisabetta impedisce a Margaret di raccontare cosa ha combinato quella pazza notte del 1945, celebrando invece la sorella per essere stata la sua migliore alleata e aver accettato il non facile ruolo di sorella della regina. Al termine della serata, dopo aver ringraziato Elisabetta per il suo elogio pubblico, Margaret ha un terzo ictus che segna un ulteriore aggravamento delle sue condizioni di salute.
Dopo aver dettagliato a Elisabetta come dovrà essere il suo funerale, Margaret rimprovera una sola cosa alla sorella: aver represso la sua vera natura gioiosa e festaiola, emersa solamente al Ritz nel 1945. La principessa Margaret si spegne il 9 febbraio 2002 all'età di 71 anni.
- Note: la notte sfrenata delle principesse Elisabetta e Margaret era stata raccontata dal film Una notte con la regina di Julian Jarrold nel 2015.

## Hope Street
- Titolo originale: Hope Street
- Diretto da: Erik Richter Strand
- Scritto da: Jonathan Wilson, Peter Morgan

### Trama
2002. Elisabetta si appresta a festeggiare il giubileo d'oro in un momento particolarmente travagliato per lei e la famiglia reale. Poche settimane dopo Margaret, la sovrana ha dovuto dire addio anche alla Regina madre e Mohammed al-Fayed va sostenendo che quello di Dodi e Diana non è stato un incidente, bensì un omicidio ordito dai Windsor perché la principessa era incinta. A St Andrews Kate è protagonista di una sfilata osé, premurandosi di far sapere a William che è tornata single, ottenendo l'atteso risultato di invogliarlo a venire a vederla. Proprio quando i due ragazzi stanno parlando di iniziare una relazione, William è richiamato a palazzo per il funerale della bisnonna. Mentre all'orizzonte inizia a intravedersi la guerra in Iraq, Tony Blair consiglia a Elisabetta di spendere la figura di William per dare lustro ai festeggiamenti del giubileo d'oro.
Carlo, William e Harry sono interrogati dalla polizia di Londra nell'ambito dell'operazione Paget, l'inchiesta promossa da al-Fayed su Dodi e Diana. L'esito dell'indagine attribuisce la prevalente responsabilità della tragedia all'autista ubriaco, smentendo ogni accusa mossa da al-Fayed ai Windsor. Elisabetta ha cambiato idea sul ruolo di William al giubileo, non volendolo esporre eccessivamente ora che è ancora giovane, ricordando i suoi anni spensierati a Malta con Filippo come i migliori della sua vita. William può quindi seguire la cerimonia a casa di Kate, facendo la conoscenza della sua famiglia, anche se alla fine decide di precipitarsi a Londra per essere al fianco della nonna sul balcone del palazzo reale. Elisabetta regala a William un quadro di lei e Filippo a Malta come auspicio per la casa che il nipote ha appena acquistato con Kate.

## Sleep, Dearie Sleep
- Titolo originale: Sleep, Dearie Sleep
- Diretto da: Stephen Daldry
- Scritto da: Peter Morgan

### Trama
2005. I funzionari di corte espongono a Elisabetta i dettagli del suo funerale, noto come operazione London Bridge. Mentre Tony Blair è oggetto di contestazioni per gli esiti dell'invasione anglo-americana in Iraq, Carlo chiede a Camilla di sposarlo e pretende che la madre dia il suo consenso, ponendo fine a un'insensata ostilità che dura ormai da troppi anni. Consapevole che presto Carlo sarà re, Elisabetta dà la sua benedizione alle nozze con Camilla, non prima di aver sondato l'opinione di William e Harry. Quest'ultimo, sempre più refrattario alle regole di corte, partecipa a una festa in maschera travestito da soldato nazista, scatenando un putiferio sui giornali. Filippo interviene per smorzare le conseguenze dell'episodio, impedendo che possa pregiudicare l'ammissione di Harry alla Reale accademia militare di Sandhurst, di cui il ragazzo ha assoluto bisogno per temprare il carattere ribelle.
Elisabetta ha preparato il discorso di abdicazione, complice un'apparizione della sé stessa di mezza età che le ha consigliato di lasciare il trono a Carlo ora che è ancora nel fiore degli anni. Una nuova apparizione, stavolta della sé stessa giovane, le fa cambiare idea, ricordandole che ha giurato di restare regina fino all'ultimo dei suoi giorni. Al termine del matrimonio di Carlo e Camilla, celebrato civilmente e poi benedetto in Chiesa, Elisabetta benedice l'unione del figlio e della nuora, dando a quest'ultima il benvenuto in famiglia. Poi Elisabetta invita William a non trascurare troppo Harry, avvertendolo che il ruolo di numero due può essere difficile. Filippo si congratula con Elisabetta per il discorso, lodando la decisione di non abdicare, poiché considera i loro successori degli inetti che condurranno la monarchia allo sfacelo. Dopo aver immaginato il giorno del suo funerale, vedendo come sarà la sua bara e lasciandosi alle spalle la sé stessa giovane e quella di mezza età, Elisabetta esce dal portone della Cappella di San Giorgio.
- Note: Elisabetta si spegnerà l'8 settembre 2022 e il suo regno, pari a 70 anni e 214 giorni, sarà il più lungo della storia del Regno Unito.